# Romanic
Die Romanic war ein 1898 in Dienst gestelltes Dampfschiff, das von 1903 bis 1912 der britischen Reederei White Star Line gehörte, die es als Ozeandampfer auf der Nordatlantikroute von Italien in die USA einsetzte. Das Schiff  wurde 1912 verkauft und 1923 in Hamburg abgewrackt.  

## Geschichte
Das 11.394 BRT große, aus Stahl gebaute Dampfschiff wurde auf der Schiffswerft Harland & Wolff im nordirischen Belfast für die Dominion Line gebaut und lief am 7. April 1898 vom Stapel. Der Passagier- und Frachtdampfer wurde auf den Namen New England getauft und konnte auf drei Decks 200 Passagiere der Ersten, 200 der Zweiten und 800 der Dritten Klasse unterbringen. Die New England wurde mit zwei Sätzen von vierzylindrigen Dreifachexpansions-Dampfmaschinen von Harland & Wolff angetrieben, die 985 nominale Pferdestärken leisteten und das Schiff auf bis zu 15 Knoten beschleunigen konnten. Sie hatte ursprünglich zwei Schornsteine, drei Masten und zwei Propeller und war mit elektrischem Licht, Kühlvorrichtungen zum Transport verderblicher Lebensmittel sowie einer Funkanlage ausgestattet. Einer der Schornsteine wurde später demontiert. 
Die New England lief am 30. Juni 1898 in Liverpool zu ihrer Jungfernfahrt nach Boston aus. Am 17. September 1903 legte sie letztmals im Dienst der Dominion Line ab. Danach wurde sie an die White Star Line verkauft, die sie in Romanic umbenannte. Am 19. November 1903 legte die Romanic zum ersten Mal für die White Star Line in Liverpool nach Boston ab. Nach dieser Fahrt wurde sie ausschließlich auf der Route Genua–Neapel–Boston eingesetzt. In den Wintermonaten führte sie im Mittelmeer Kreuzfahrten durch. 
Am 19. Januar 1912 wurde der Dampfer an die britisch-kanadische Reederei Allan Line übergeben, die ihm den Namen Scandinavian gab und mit Passagierunterkünften für 400 Reisende der Zweiten und 800 der Dritten Klasse versah. Am 23. März 1912 lief die Scandinavian zu ihrer ersten Atlantiküberquerung von Glasgow nach Halifax und Boston aus und am 4. Mai 1912 erfolgte die erste Überfahrt von Glasgow nach Québec und Montreal. 
Als die Allan Line 1917 von der Canadian Pacific Railway gekauft wurde, ging das Schiff in deren Besitz über. Zwischen 1918 und 1920 fuhr es von Liverpool nach New York und Saint John. Zwischen dem 18. Mai 1920 und dem 24. Mai 1922 befuhr es die Strecke Antwerpen–Southampton–Québec–Montreal. Nach der letzten Fahrt wurde die ehemalige Romanic in Gareloch (Schottland) aufgelegt, bis sie am 9. Juli 1923 zum Abbruch an F. Rijsdijk, Rotterdam verkauft wurde. Eine Woche später wurde sie an Klasmann & Lentze aus Emden weiterverkauft und anschließend in Hamburg abgewrackt.